# Atletism la Jocurile Olimpice de vară din 2020 - 4x400 m (masculin)
Proba de ștafetă 4x400 de metri masculin de la Jocurile Olimpice de vară din 2020 a avut loc în perioada 6-7 august 2021 pe Stadionul Național al Japoniei.

## Recorduri
Înaintea acestei competiții, recordurile mondiale și olimpice erau următoarele:
| Record  | Atlet                                                                                      | Timp    | Loc                 | Data           |
| ------- | ------------------------------------------------------------------------------------------ | ------- | ------------------- | -------------- |
| Mondial | Statele Unite ale Americii (Andrew Valmon, Quincy Watts, Butch Reynolds, Michael Johnson)  | 2:54,29 | Stuttgart, Germania | 22 august 1993 |
| Olimpic | Statele Unite ale Americii (LaShawn Merritt, Angelo Taylor, David Neville, Jeremy Wariner) | 2:55,39 | Beijing, China      | 23 august 2008 |

## Program
Orele sunt ora Japoniei (UTC+9) 
| Data                   | Oră   | Etapă   |
| ---------------------- | ----- | ------- |
| Vineri, 6 august 2021  | 19:50 | Etapa 1 |
| Sâmbătă, 7 august 2021 | 19:00 | Finala  |

## Rezultate

### Calificări
S-au calificat în finală primele trei echipe din fiecare serie (C) și următoarele două echipe cu cel mai bun timp (c). 

#### Seria 1
| Loc | Culoar | Țară                       | Atleți                                                             | Reacție la start | Timp    | Note  |
| --- | ------ | -------------------------- | ------------------------------------------------------------------ | ---------------- | ------- | ----- |
| 1   | 7      | Statele Unite ale Americii | Trevor Stewart, Randolph Ross, Bryce Deadmon, Vernon Norwood       | 0,180            | 2:57,77 | C, SB |
| 2   | 9      | Botswana                   | Isaac Makwala, Baboloki Thebe, Zibane Ngozi, Bayapo Ndori          | 0,200            | 2:58,33 | C, RC |
| 3   | 3      | Trinidad și Tobago         | Deon Lendore, Jereem Richards, Machel Cedenio, Dwight St. Hillaire | 0,193            | 2:58,60 | C, SB |
| 4   | 4      | Italia                     | Alessandro Sibilio, Vladimir Aceti, Edoardo Scotti, Davide Re      | 0,144            | 2:58,91 | c, RN |
| 5   | 2      | Olanda                     | Jochem Dobber, Terrence Agard, Tony van Diepen, Ramsey Angela      | 0,178            | 2:59,06 | c, RN |
| 6   | 5      | Marea Britanie             | Cameron Chalmers, Joe Brier, Lee Thompson, Michael Ohioze          | 0,245            | 3:03,29 | SB    |
| 7   | 6      | Cehia                      | Patrik Šorm, Pavel Maslák, Michal Desenský, Vít Müller             | 0,169            | 3:03,61 |       |
| 8   | 8      | Germania                   | Marvin Schlegel, Luke Campbell, Jean Paul Bredau, Manuel Sanders   | 0,197            | 3:03,62 |       |

#### Seria a 2-a
| Loc | Culoar | Țară          | Atleți                                                                 | Reacție la start | Timp    | Note  |
| --- | ------ | ------------- | ---------------------------------------------------------------------- | ---------------- | ------- | ----- |
| 1   | 8      | Polonia       | Dariusz Kowaluk, Karol Zalewski, Jakub Krzewina, Kajetan Duszyński     | 0,160            | 2:58,55 | C, SB |
| 2   | 4      | Jamaica       | Demish Gaye, Jaheel Hyde, Karayme Bartley, Nathon Allen                | 0,188            | 2:59,29 | C, SB |
| 3   | 6      | Belgia        | Alexander Doom, Jonathan Sacoor, Dylan Borlée, Jonathan Borlée         | 0,148            | 2:59,37 | C, SB |
| 4   | 2      | India         | Muhammed Anas, Noah Nirmal Tom, Amoj Jacob, Arokia Rajiv               | 0,138            | 3:00,25 | RC    |
| 5   | 7      | Japonia       | Rikuya Itō, Kaito Kawabata, Kentarō Satō, Aoto Suzuki                  | 0,143            | 3:00,76 | =RN   |
| 6   | 5      | Franța        | Thomas Jordier, Muhammad Abdallah Kounta, Ludovic Ouceni, Gilles Biron | 0,166            | 3:00,81 | PB    |
| 7   | 9      | Africa de Sud | Lythe Pillay, Zakithi Nene, Ranti Dikgale, Thapelo Phora               | 0,151            | 3:01,18 | SB    |
| 8   | 3      | Columbia      | Jhon Alejandro Perlaza, Diego Palomeque, Raúl Mena Pedroza, Jhon Solís | 0,164            | 3:03,20 | SB    |

### Finala
| Loc | Culoar | Țară                       | Atleți                                                                 | Reacție la start | Timp    | Note |
| --- | ------ | -------------------------- | ---------------------------------------------------------------------- | ---------------- | ------- | ---- |
| 1   | 4      | Statele Unite ale Americii | Michael Cherry, Michael Norman, Bryce Deadmon, Rai Benjamin            | 0,185            | 2:55,70 | SB   |
| 2   | 2      | Olanda                     | Liemarvin Bonevacia, Terrence Agard, Tony van Diepen, Ramsey Angela    | 0,176            | 2:57,18 | RN   |
| 3   | 7      | Botswana                   | Isaac Makwala, Baboloki Thebe, Zibane Ngozi, Bayapo Ndori              | 0,212            | 2:57,27 | RC   |
| 4   | 9      | Belgia                     | Alexander Doom, Jonathan Sacoor, Dylan Borlée, Kevin Borlée            | 0,149            | 2:57,88 | RN   |
| 5   | 6      | Polonia                    | Dariusz Kowaluk, Karol Zalewski, Mateusz Rzeźniczak, Kajetan Duszyński | 0,157            | 2:58,46 | SB   |
| 6   | 5      | Jamaica                    | Demish Gaye, Christopher Taylor, Jaheel Hyde, Nathon Allen             | 0,195            | 2:58,76 | SB   |
| 7   | 3      | Italia                     | Davide Re, Vladimir Aceti, Edoardo Scotti, Alessandro Sibilio          | 0,161            | 2:58,81 | RN   |
| 8   | 8      | Trinidad și Tobago         | Deon Lendore, Jereem Richards, Dwight St. Hillaire, Machel Cedenio     | 0,179            | 3:00,85 |      |